# Алексеј Покушевски
Алексеј Покушевски (Београд, 26. децембар 2001) јесте српски кошаркаш. Игра на позицијама крилног центра и крила, а тренутно наступа за Партизан.

## Клупска каријера

### Почеци
Покушевски је детињство провео у Новом Саду, где је и почео да тренира кошарку. Први клуб му је био локални КК Кадет а најдуже је у млађим категоријама играо за КК Старс Нови Сад, у којем је провео пет година. Након тога је био играч и Војводине. Током 2015. године је прешао у млађе категорије Олимпијакоса. Године 2017, био је део кампа Џордан бренд класик а августа 2018, учествовао је на кампу Кошарка без граница у Београду.

### Олимпијакос
Током лета 2018. године је прикључен првом тиму Олимпијакоса, код тренера Дејвида Блата. Дебитантски наступ за Олимпијакос је имао 19. марта 2019, на утакмици Евролиге, када је у Дворани мира и пријатељства у Пиреју савладан Бајерн Минхен резултатом 89:69. Покушевски је на овој утакмици провео на терену 51 секунду и током тог периода је забележио по један поен и асистенцију уз два скока. Он је тим наступом постао најмлађи играч Олимпијакоса који је икада заиграо у Евролиги. Са 17 година и 83 дана, колико је имао у тренутку дебија, Покушевски је оборио рекорд који је држао Јоргос Принтезис када је дебитовао за Олимпијакос у Евролиги са 17 година и 229 дана. Покушевски је наступио на још једној евролигашкој утакмици у овој сезони, 5. априла 2019, када је у победи над Дарушафаком 99:74 у Пиреју провео пет минута на терену, без постигнутог поена.
За сезону 2019/20. је прослеђен на позајмицу у Олимпијакос Б, који се такмичи у Другој лиги Грчке. Током ове сезоне, Покушевски је на 11 одиграних утакмица за други тим Олимпијакоса бележио просечно 10,8 поена, 7,9 скокова и 3,1 асистенцију за 22,6 минута проведених на терену. Током фебруара 2020. први тим Олимпијакоса је имао проблема са повредама па је Покушевски прикључен њиховом саставу. Тада је и забележио једини наступ за први тим Олимпијакоса у овој сезони, када је 20. фебруара 2020, у 25. колу Евролиге, савладан француски Асвел резултатом 77:68. Провео је на терену један минут и 49 секунди, без постигнутог поена.

### Оклахома Сити тандер
У априлу 2020, Покушевски је објавио да ће изаћи на НБА драфт 2020. године. Због пандемије корона вируса, НБА драфт је ове године одржан у новембру. Покушевски је одабран као 17. пик од стране Минесота тимбервулвса, али је два дана касније трејдом послат у Оклахома Сити тандер. Званично је потписао уговор са Оклахомом 9. децембра 2020. године.
Дебитантски наступ за Оклахому је имао 26. децембра 2020, на отварању 2020/21. сезоне. Оклахома је славила на гостовању Шарлот хорнетсима резултатом 109:107, а Покушевски је на терену провео 10 минута и 56 секунди током којих је забележио четири скока али је остао без поена, уз шут 0/6 из игре. На другој утакмици сезоне, када је Оклахома на домаћем терену изгубила од Јуте џез резултатом 110:109, Покушевски је провео на терену 14 минута али је опет остао без поена. Своје прве поене у НБА је постигао на трећој утакмици сезоне, када је 29. децембра Оклахома на домаћем паркету изгубила од Орландо меџика резултатом 118:107. Покушевски је за нешто више од 19 минута на паркету постигао два поена, уз шут из игре 1/8. Први двоцифрен учинак је имао 13. јануара 2021. када је на утакмици са Лос Анђелес лејкерсима постигао 10 поена.
У фебруару 2021. је прослеђен у Оклахома Сити блу из НБА развојне лиге.

### Партизан
У августу 2024. године Алексеј Покушевски се враћа из НБА лиге и потписује за КК Партизан.

## Репрезентација
Са репрезентацијом Србије до 17 година је учествовао на Светском првенству 2018. у Аргентини. Национални тим је такмичење на овом првенству завршио на 10 месту, а Покушевски је на седам одиграних утакмица бележио просечно 7,7 поена, 8,3 скока, 1,6 асистенција и 3 блокаде по утакмици.
Са репрезентацијом до 18 година је учествовао на Европском првенству 2019. у грчком граду Волосу. Национални тим је такмичење на овом првенству завршио на 10. месту, а Покушевски је на седам одиграних утакмица бележио просечно 10 поена, 7,2 скока, 3,7 асистенција, 2,7 украдене лопте и четири блокаде по утакмици.

## Лични живот
Породица Покушевски је живела у Приштини, али су услед рата на Косову и Метохији 1999. године избегли прво у Подгорицу, где је те године рођен Алексејев старији брат Оњегин, а затим и у Београд, где је Алексеј и рођен 2001. године. Након тога се трајно настањују у Новом Саду. Породица Покушевски се на Косово и Метохију, у село Врело код Липљана доселила 1921. године из Прњавора, а у Прњавор су се доселили 1903. године из Галиције, која је тада припадала Аустроугарској, а данас Украјини.
Након што је потписао уговор са Олимпијакосом, Алексеј је 2015. године прешао у Грчку, са својих 13 година. Док је играо у грчким такмичењима, Покушевски се рачунао као домаћи играч будући да је започео да игра у истим пре 14. године. Имао је могућност да наступа за Србију или Грчку на репрезентативном нивоу, али је одабрао Србију.  Његов отац,
Саша Покушевски, бивши је кошаркаш и кошаркашки тренер. Саша је играо за Приштину а тренирао је Нови Сад.
Покушевски је навијач Партизана.

## Успеси

### Клупски
- Партизан:
  - Првенство Србије (1): 2024/25.
  - Јадранска лига (1): 2024/25.